# Schlotheimia sphaeropoma
Schlotheimia sphaeropoma là một loài rêu trong họ Orthotrichaceae. Loài này được Duby mô tả khoa học đầu tiên năm 1868.